# والدة كوزما

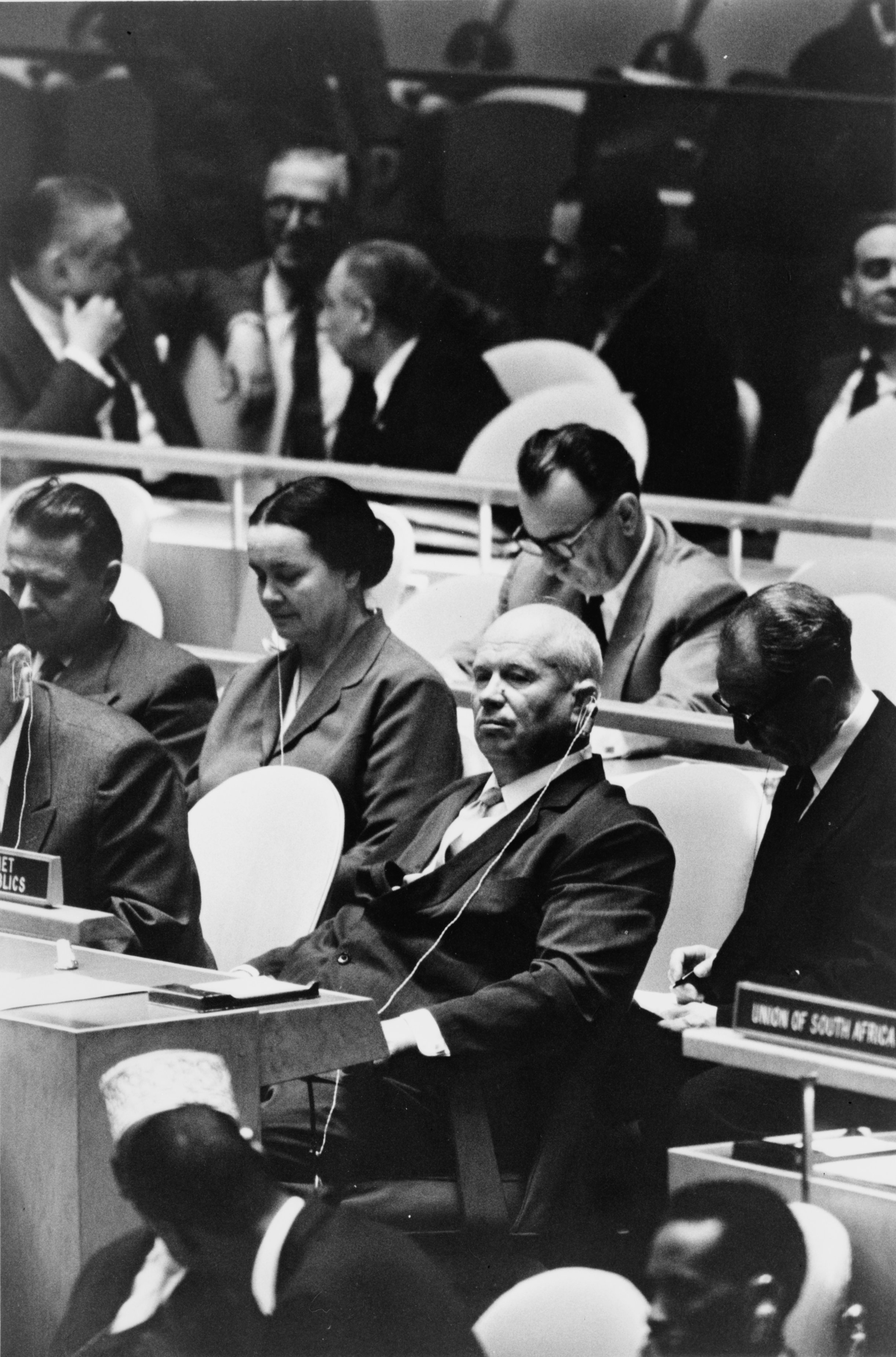
نيكيتا خروتشوف، 1960

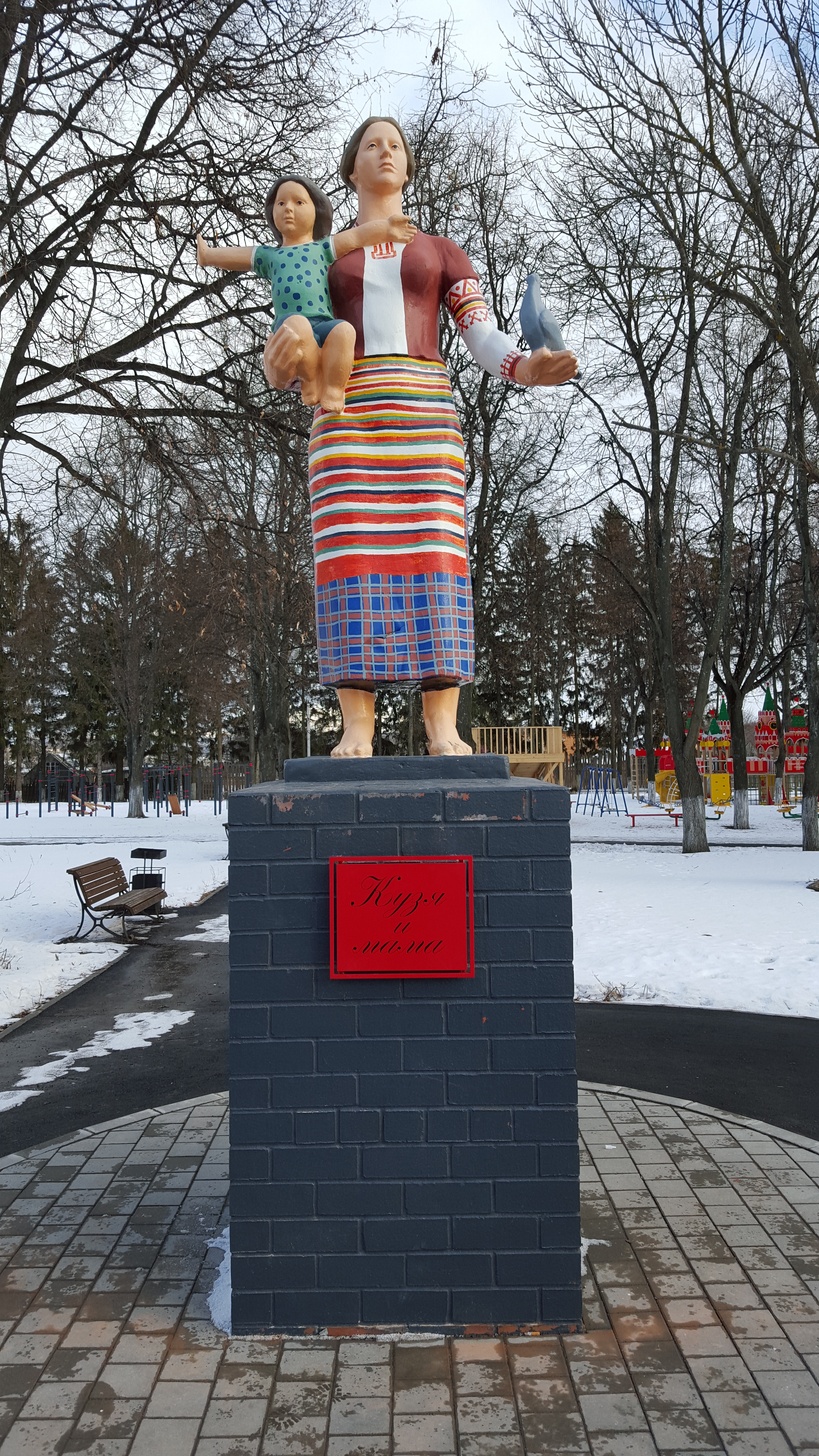
نصب تذكاري فكاهي لكوزكا ووالدته كوزما في أودوييف

والدة كوزما أو والدة كوزكا ( (الروسية: Кузькина мать) - [ˈkusʲkʲɪnə ˈmatʲ]، Kuzkina mat ; كوزكا هو تصغير للاسم الأول كوزما )، وهو جزء من المثل الروسي "لإظهار والدة كوزكا (لشخص ما)" ( (الروسية: Показать кузькину мать (кому-либо)) [pɐkɐˈzatʲ ˈkusʲkʲɪnʊ ˈmatʲ (kɐˈmulʲɪbə)]، Pokazat kuzkinu mat (komu-libo) )، تعبير عن تهديد أو عقوبة غير محددة، مثل "لتعليم شخص ما درسًا"، "لمعاقبة شخص ما بطريقة وحشية"، و "لإعطاء شخص ما ما ل". دخلت تاريخ العلاقات الخارجية للاتحاد السوفييتي كجزء من صورة نيكيتا خروتشوف، إلى جانب حادثة ضرب الحذاء وعبارة « سنقوم بدفنكم ».

## مذكرات خروتشوف
يذكر نيكيتا خروتشوف في مذكراته العديد من "المواقف المثيرة للاهتمام والغريبة"، بما في ذلك مناسبة استخدم هذا التعبير، لكنه ذكر أنها لم تكن المرة الأولى التي يربك فيها المترجمين.  تقول الحاشية الموجودة في مجلد هذا العنصر أن الطبعة الروسية لعام 1999 أعطت "أصلًا علميًا خاطئًا" للتعبير المشتق من الاسم الشعبي كوزكا ( حشرة الحشرة Anisoplia austriaca ) التي تقضي الشتاء في أعماق التربة، لذلك من الصعب للكشف عنها. وفقًا للمحررين، كان هذا مجرد تخمين من جانب أحد المعلقين.[بحاجة لمصدر]

## ظهور المصطلح
خلال مناقشة حول الشيوعية والرأسمالية، تفاخر خروتشوف بأن الاتحاد السوفيتي سوف "يلحق بركب ((догонит и перегонит, dogonit i peregonit)) الولايات المتحدة، و"سنظهر لك والدة كوزكا". اندهش المترجم وقال شيء حرفي عن والدة كوزما. 
تسجل قواميس العبارات من القرن التاسع عشر نسخ أخرى من القول المأثور عن والدة كوزكا، مثل "ليعرف شخص ما اسم والدة كوزكا"، أو "لمعرفة اسم والدة كوزكا". 

## قنبلة القيصر
بسبب استخدام هذه الجملة في دبلوماسية الحرب الباردة، أصبحت كلمة رمزية للقنبلة الذرية . على وجه الخصوص، بلغ عائد قنبلة القيصر 50 MT وكان جهاز اختبار نووي حراري أطلق عليه الذين اشرفوا على صناعته لقب "والدة كوزكا".   